# Hash (мини-альбом)
[#] (читается как hash) — второй мини-альбом южнокорейской гёрл-группы LOONA, выпущенный 5 февраля 2020 года компанией Blockberry Creative и распространен Kakao M, с ведущим синглом «So What».

## Предпосылки
31 марта 2019 года на официальном канале группы на YouTube был выпущен тизер под названием «#». Клип отсылает к предыдущим релизам Loona и тизерным фильмам и заканчивается словом «burn». На нем также изображены бабочки, а также символы «++» и «xx». 31 мая был выпущен второй тизер под названием «La Maison Loona», в конце которого была показана фраза «отложено, но когда-нибудь». 13 декабря был выпущен тизер под названием «#1». 31 декабря был выпущен фото-тизер.
8 января 2020 года было объявлено, что ХаСыль приостановит свою деятельность в группе из-за проблем со здоровьем. 10 января был выпущен второй тизер под названием «#2», дата выхода которого была назначена на 5 февраля. 13 января начали выходить отдельные тизеры, начиная с участницы Оливии Хе и заканчивая групповой фотографией 19 января. В тот же день был выпущен трек-лист, в котором был указан соответствующий ведущий сингл «So What». 22 января был выпущен третий тизер под названием «#3».
5 февраля 2020 года участница Ив подтвердила в пресс-релизе альбома, что основатель SM Entertainment Ли Су Ман участвовал в производстве этого альбома, сделав это после того, как он посмотрел какер видео группы NCT 127 на песню «Cherry Bomb».
В описании музыкального клипа «So What» сообщалось, что ограниченное издание альбома включало песню «Day & Night», предназначенную только для компакт-дисков.

## Синглы
«365» был выпущен в качестве ведущего сингла 13 декабря 2019 года.
«So What» был выпущен в качестве 2-го сингла и заглавного трека вместе с альбомом 5 февраля 2020 года

## Коммерческий успех
Альбом дебютировал на 2-м месте в южнокорейском чарте альбомов Gaon и разошелся тиражом 79 797 копий в феврале, став самым продаваемым альбомом группы на тот момент, в то время как «So What» стала самой высокооплачиваемой песней группы в одном из чартов синглов Gaon, достигнув 68-го места в чарте загрузок. Альбом также занял 28-ю строчку в UK Digital Albums Chart, превзойдя их предыдущий альбом, который занял 48-ю строчку.
[#] дебютировал на 4-й строчке мирового чарта альбомов Billboard, заняв самую высокую позицию в чпрте на сегодняшний день с двумя предыдущими мини-альбомами, заработав 3000 единиц за неделю, что стало их лучшей неделей продаж в Америке.
12 марта 2020 года Loona получили свою первую награду на музыкальном шоу на M Countdown.

## Список треков
| №                   | Название                                        | Текст песни         | Музыка                                 | Аранжировка                            | Длительность |
| ------------------- | ----------------------------------------------- | ------------------- | -------------------------------------- | -------------------------------------- | ------------ |
| 1.                  | «#»                                             |                     | Coach & Sendo                          | Coach & Sendo                          | 1:06         |
| 2.                  | «So What»                                       | Чо Юн Кён           | Дэвид Энтони Анна Тимгрен              | Дэвид Энтони IMLAY                     | 3:18         |
| 3.                  | «Number 1»                                      | makeumine works JQ  | minGtion Тара Набави Малин Йоханссон   | minGtion                               | 3:22         |
| 4.                  | «Oh (Yes I Am)»                                 | Le'mon              | Coach & Sendo Le'mon                   | Coach & Sendo                          | 3:15         |
| 5.                  | «Ding Ding Dong» (땡땡땡, Ttaeng Ttaeng Ttaeng) | Ким Ён Со           | minGtion Ким Ён Со                     | minGtion Ким Ён Со                     | 2:58         |
| 6.                  | «365»                                           | Хван Ю Бин          | Йохан Густафссон Realmeee Хейли Эйткен | Йохан Густафссон Realmeee Хейли Эйткен | 3:41         |
| Общая длительность: | Общая длительность:                             | Общая длительность: | Общая длительность:                    | Общая длительность:                    | 17:40        |

| №                   | Название            | Текст песни         | Музыка                  | Аранжировка             | Длительность |
| ------------------- | ------------------- | ------------------- | ----------------------- | ----------------------- | ------------ |
| 7.                  | «Day and Night»     | Ким Ён Со           | Coach & Sendo Ким Ён Со | Coach & Sendo Ким Ён Со | 3:34         |
| Общая длительность: | Общая длительность: | Общая длительность: | Общая длительность:     | Общая длительность:     | 21:14        |

## Чарты
| Чарт (2020)                                | Высшая позиция |
| ------------------------------------------ | -------------- |
| Австралия Australian Digital Albums (ARIA) | 20             |
| Венгрия (MAHASZ)                           | 22             |
| Республика Корея (Gaon)                    | 2              |
| Великобритания Digital Albums (OCC)        | 28             |
| США (Billboard Top Heatseekers Albums)     | 19             |
| США (Billboard Independent Albums)         | 44             |
| США (Billboard World Albums)               | 4              |

| Песня     | Чарт (2019)                            | Высшая позиция |
| --------- | -------------------------------------- | -------------- |
| «365»     | США World Digital Songs (Billboard)    | 1              |
| «So What» | США World Digital Songs (Billboard)    | 4              |
| «So What» | Республика Корея (Korea K-Pop Hot 100) | 89             |

## Сертификация и продажи
| Регион           | Сертификация | Продажи |
| ---------------- | ------------ | ------- |
| Республика Корея | —            | 80,208  |
| США              | —            | 3,000   |

## История релиза
| Регион           | Дата                | Формат                                     | Лейбл                       |
| ---------------- | ------------------- | ------------------------------------------ | --------------------------- |
| Республика Корея | 5 февраля 2020 года | Цифровая дистрибуция стриминг компакт-диск | Blockberry Creative Kakao M |
| Мир              | 5 февраля 2020 года | Цифровая дистрибуция стриминг              | Blockberry Creative         |